# Louis Seigner
Louis Seigner, född 23 juni 1903 i Saint-Ches, Izère, död 20 januari 1991 i Paris, var en fransk skådespelare.
Han var farfar till skådespelaren Emmanuelle Seigner.

## Filmografi (urval)
- 1949 - Singoalla
- 1960 – Baronen lever högt
- 1960 - Sanningen
- 1961 – Dolt bevis
- 1968 – Le Pacha

## Fotnoter
1. 1 2  SNAC, SNAC Ark-ID: w63k0shv, läs online, läst: 9 oktober 2017.[källa från Wikidata]
2. 1 2  Discogs, Discogs artist-ID: 558630, läst: 9 oktober 2017.[källa från Wikidata]
3. 1 2  filmportal.de, Filmportal-ID: df7241cefd4a431d864ccd9be0755114, läst: 9 oktober 2017.[källa från Wikidata]
4. ↑  Gemeinsame Normdatei, läst: 31 december 2014.[källa från Wikidata]
5. 1 2 3  geni.com.[källa från Wikidata]